# Abrom-Aafo
Abrom-Aafo (em acã: Brong-Ahafo) é uma região do Gana, assim batizada em honra aos aafos e abrons. Sua capital é a cidade de Sunyani.

## Distritos
- Asunafo North
- Asunafo South
- Asutifi
- Atebubu-Amantin
- Berekum
- Dormaa
- Jaman North
- Jaman South
- Kintampo North
- Kintampo South
- Nkoranza
- Pru
- Sene
- Sunyani
- Tain
- Tano North
- Tano South
- Techiman Mu
- Wenchi

## Demografia
| 1960    | 1970    | 1984      | 2000      | 2010      |
| 587.920 | 766.509 | 1.206.608 | 1.815.408 | 2.310.983 |